# Pink Floyd Live at Knebworth 1990
Albums de Pink Floyd
The Endless River
(2014)
Albums live de Pink Floyd
Is There Anybody Out There? The Wall Live 1980-81
(2000)
Pink Floyd Live at Knebworth 1990 est un album live de Pink Floyd paru le 30 avril 2021. 

## Historique
Cette prestation est enregistrée devant une foule de 120 000 personnes le 30 juin 1990 lors du Silver Clef Award Winners à Knebworth. Ce spectacle est télédiffusé sur MTV partout sur la planète. Outre la prestation de Pink Floyd, on pouvait y entendre Paul McCartney, Genesis, Phil Collins, Robert Plant avec Jimmy Page, Dire Straits, Eric Clapton et Tears for Fears qui participaient à cette levée de fonds organisée par la « Nordoff Robbins charity » dans le but de l'implantation de la nouvelle école des arts et de la technologie, la BRIT School.
Remixé par David Gilmour avec Andy Jackson (en), la pochette a été créée par Peter Curzon et Aubrey Powell de la boîte Hipgnosis. Ces enregistrements ont été préalablement publiés dans le boîtier The Later Years (en) sorti en 2019.
Gilmour, Nick Mason et Richard Wright étaient accompagnés de plusieurs autres musiciens dont Candy Dulfer au saxophone et Michael Kamen aux claviers.

## Liste des chansons
1. Shine on You Crazy Diamond, Parts 1-5
2. The Great Gig in the Sky
3. Wish You Were Here
4. Sorrow
5. Money
6. Comfortably Numb
7. Run Like Hell

## Personnel
- David Gilmour : Guitare, chant
- Tim Renwick : Guitare
- Guy Pratt : Basse
- Richard Wright : Claviers, chœurs
- Jon Carin : Claviers, chœurs
- Michael Kamen : Claviers (6, 7)
- Candy Dulfer : Saxophone (1, 5)
- Clare Torry, Durga McBroom, Sam Brown, Vicki Brown : Chœurs
- Clare Torry : Chant (2)
- Nick Mason : Batterie